# Giuseppe Fallarini
Giuseppe Fallarini (* 4. Mai 1934 in Vaprio d’Agogna; † 15. Mai 2023 ebenda) war ein italienischer Radrennfahrer.

## Sportliche Laufbahn
Fallarini gewann 1955 die Goldmedaille im Straßenrennen der Mittelmeerspiele in Barcelona. Beim Sieg seines Landsmannes Sante Ranucci bei den UCI-Straßen-Weltmeisterschaften der Amateure belegte er den 7. Platz. 1956 war er bereits für eine Teilnahme an der Internationalen Friedensfahrt nominiert, konnte wegen einer Sturzverletzung aber nicht antreten.
In der Tour d’Europe 1956 gewann er zwei Etappen und wurde 7. des Gesamtklassements. Die Saison 1956 hatte er als Unabhängiger bestritten, 1957 wurde er Berufsfahrer im Radsportteam Asborno-Frejus. In seiner ersten Saison als Profi wurde er Zweiter im Rennen Giro delle Alpi Apuane und im Giro dell’Emilia. 1958 siegte er im Gran Premio Ceramisti, dieses Rennen gewann er erneut 1962. Ebenfalls 1958 war er auf einer Etappe des Rennens Rom–Neapel–Rom erfolgreich. 1959 gewann er den Gran Premio Industria e Commercio di Prato. 1960 wurde seine erfolgreichste Saison mit Siegen in der Coppa Bernocchi und im Giro del Lazio. Dazu kam der 2. Platz in der Coppa Agostoni. 1960 gewann er die Rennserie Gran Premio della U.V.I.
Achtmal bestritt er den Giro d’Italia. Sein bestes Resultat in der Gesamtwertung war der 14. Rang 1957. Die Tour de France fuhr er 1958 und 1959, schied aber in beiden Rennen aus.